# Lumière et compagnie
Lumière et compagnie és una pel·lícula documental dirigida per 41 directors, estrenada el 1995. Cada director han hagut de produir un curtmetratge utilitzant el cinematògraf original dels Germans Lumière. Rodat per celebrar el centenari de la història del cinema, la pel·lícula va ser presentada al 46è Festival Internacional de Cinema de Berlín.
Els curtmetratges havien de respondre a tres regles :
1. No poden ser més llarg que 52 segons
2. No sons sincronitzats
3. No més de tres preses

## Llista dels directors
- Abbas Kiarostami
- Alain Corneau
- Andrei Mikhalkov-Kontxalovski
- Arthur Penn
- Bigas Luna
- Cédric Klapisch
- Claude Lelouch
- Claude Miller
- Costa-Gavras
- David Lynch
- Fernando Trueba
- Francis Girod
- Gabriel Axel
- Gaston Kaboré
- Helma Sanders-Brahms
- Hugh Hudson
- Idrissa Ouedraogo
- Ismail Merchant
- Jaco Van Dormael
- Jacques Rivette
- James Ivory
- Jerry Schatzberg
- John Boorman
- Lasse Hallström
- Liv Ullmann
- Lucian Pintilie
- Merzak Allouache
- Michael Haneke
- Nadine Trintignant
- Patrice Leconte
- Peter Greenaway
- Raymond Depardon
- Régis Wargnier
- Sarah Moon
- Spike Lee
- Theo Angelópulos
- Vicente Aranda
- Wim Wenders
- Zhang Yimou
- Yoshishige Yoshida
- Youssef Chahine

## Repartiment

### la part d'Abbas Kiarostami
- Isabelle Huppert (veu)

### la part de Cédric Klapisch
- Géraldine Pailhas
- Zinedine Soualem

### la part de Claude Lelouch
- Antoine Duléry
- Charles Gérard
- Ticky Holgado
- Alessandra Martines

### la part de Claude Miller
- Romane Bohringer
- Lou Chapiteau
- Marc Chapiteau

### la part de David Lynch
- Clyde Small: el pare
- Pam Pierrocish: la mare
- Russ Pearlman: el nen
- Jeffe Alperi: un policia
- Stan Lothridge: un policia
- Mark Wood: un policia
- Michele Carlyle
- Kathleen Raymond
- Joan Rudelstein
- Dawn Salcedo

### la part de Fernando Trueba
- Félix Romeo: ell mateix

### la part de Jaco Van Dormael
- Pascal Duquenne

### la part de Jacques Rivette
- Nathalie Richard: Ninon

### la part de John Boorman
- Neil Jordan
- Liam Neeson
- Aidan Quinn
- Stephen Rea
- Alan Rickman

### la part de Lasse Hallström
- Lena Olin

### la part de Liv Ullman
- Sven Nykvist

### la part de Régis Wargnier
- François Mitterrand: ell mateix

### la part de Sarah Moon
- Patrice Leconte: ell mateix
- Spike Lee: ell mateix
- Claude Lelouch: ell mateix
- Jacques Rivette ell mateix
- Liv Ullmann: ella mateixa

### la part de Spike Lee
- Satchel Lee

### la part de Wim Wenders
- Bruno Ganz: Damiel
- Otto Sander: Cassiel

### la part de desconegut
- David Lynch: ell mateix
- Idrissa Ouedraogo: ell mateix
- Zhang Yimou: ell mateix
- Pernilla August: Anna Åkerblom (no)
- Max von Sydow: Jacob Åkerblom (no surt als crèdits)